# L'Archant
Pour les articles ayant des titres homophones, voir Larchamp et Larchamp.
Pour l’article homonyme, voir Charles Siméon L'Archant de Grimouville.
L'Archant (né Nicolas de Grémonville), est une personnalité de l'Ancien Régime. 
« Grémonville, plus connu sous le nom de l’Archant, fut l’un des exécuteurs des hautes œuvres de Charles IX et d’Henri III. Ce fut lui qui présida, lors des massacres de la Saint-Barthélemy, à l’assassinat de Charles de Téligny. Diane de Vivonne, sa femme, était fille de ce François de Vivonne, sieur d’Ardelais, près les Herbiers en Bas-Poitou, qu’a rendu célèbre son duel avec Guy Chabot, sieur de Jarnac ; duel qu’on peut considérer comme le dernier des combats judiciaires, et où il fut tué, en présence de toute la cour. »
« C’était un scélérat sous l’uniforme de capitaines écossais. Il avait été l’ami du comte de Coconas et il avait combiné l’extermination des Caumont-Laforce, dont il était l’allié très-proche, pour en hériter. Voilà son rôle dans la Saint-Barthélemy. Larchant n’était pas scrupuleux. » 